# Princes Risborough
Princes Risborough – miasto i civil parish w Anglii, w hrabstwie Buckinghamshire, w dystrykcie (unitary authority) Buckinghamshire. Leży 55 km na północny zachód od centrum Londynu. W 2001 miasto liczyło 8121 mieszkańców. W 2011 roku civil parish liczyła 8101 mieszkańców. Princes Risborough jest wspomniana w Domesday Book (1086) jako Riseberge/Riseberga.